# 보야나강

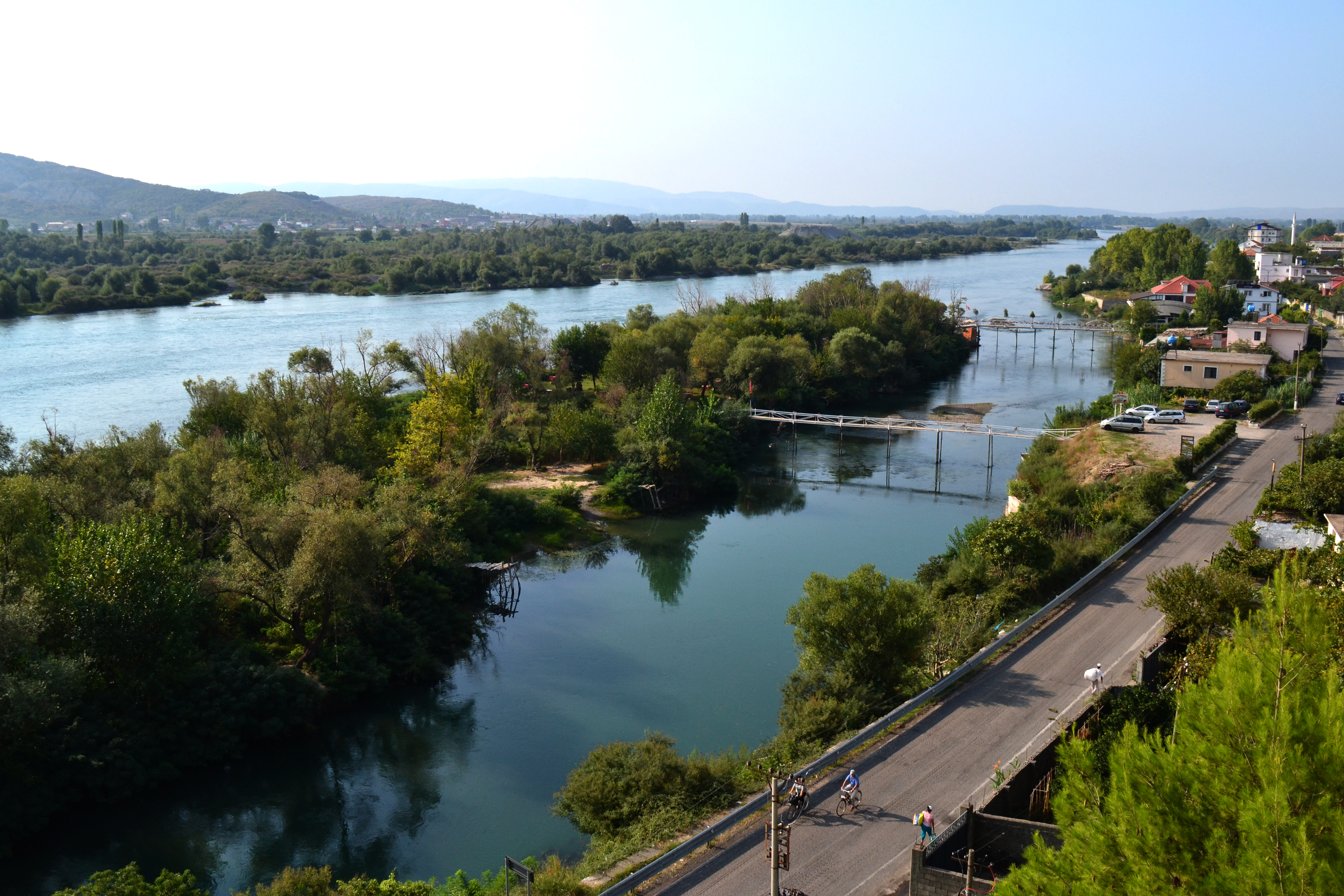
보야나강

보야나강(키릴 문자: Бојана), 부너강(알바니아어: Bunë), 부나강(Buna)은 알바니아와 몬테네그로에 걸쳐 있는 강으로, 아드리아해로 흘러간다. 길이는 41km(25마일)이다. 강의 현대 알바니아어 이름은 일리리아어 Barbanna에서 파생되었으며 알바니아어 음성 발음 규칙을 따른 것이다.